# Kristina Ruslanowna Pimenowa

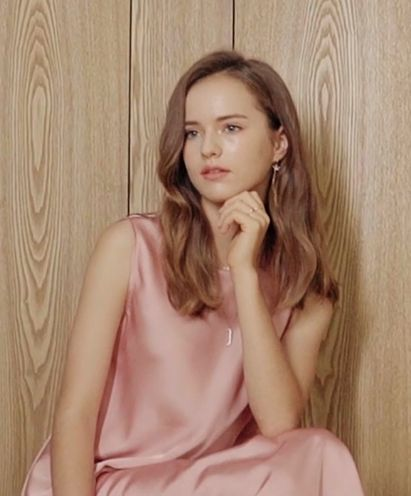
Pimenowa, September 2019

Kristina Ruslanowna Pimenowa (russisch Кристина Руслановна Пименова; * 27. Dezember 2005 in Moskau) ist ein russisches Fotomodell und Schauspielerin, die in den Vereinigten Staaten lebt.

## Leben und Karriere
Kristina Pimenowas Eltern sind der ehemalige russische Fußballer Ruslan Pimenow und das ehemalige Model Glikeriya Shirokova. Sie begann ihre Modelkarriere vor ihrem vierten Geburtstag, nachdem ihre Mutter Bilder von ihr an die Modelagentur President Kids gesendet hatte. Pimenowa hat für Marken wie Armani, Benetton, Burberry und Roberto Cavalli gearbeitet.
Im Jahr 2013 nahm sie an einem Wettbewerb in Tatarstan teil, welcher von der Olympiasiegerin Alina Maratowna organisiert wurde. Sie gewann eine Goldmedaille in ihrer Altersgruppe.
2014 wurde Pimenowa vom Women Daily Magazine zum „schönsten Mädchen der Welt“ gekürt.
Im April 2015 erschien sie auf dem Cover von Vogue Kids. Später in diesem Jahr zog sie mit ihrer Mutter nach Kalifornien. Ein Dokumentarfilm über Pimenowa wurde im Oktober 2016 auf dem deutschen Fernsehsender RTL Television veröffentlicht.
Sie spielte außerdem in einer Postproduktion die Rolle eines singenden Kindes im italienischen Fantasyfilm Creators: The Past. In einem Interview für das Posh Kids Magazine drückte sie ihren Wunsch aus, professionelle Schauspielerin und Filmregisseurin zu werden. Sie wurde später für die Rolle der Dasha in Michael S. Ojedas Horror-Thriller The Russian Bride besetzt.

## Filmografie
- 2019: The Russian Bride – Regie: Michael S. Ojeda (Rolle: Dasha)
- 2020: Creators: The Past – Regie: Piergiuseppe Zaia (Rolle: Singendes Kind)